# オトナ語の謎。
「オトナ語の謎。」（オトナごのなぞ）は、ほぼ日刊イトイ新聞上にて連載されていたコンテンツの一つ、およびそれを基にした書籍のタイトル。学校では絶対に教えてくれないが、社会人になるといつの間にか何の抵抗もなく使っている、そんな謎めいた言葉「オトナ語」を徹底的に解説したもの。
読者の応募という形をとっており、ほぼ日刊イトイ新聞上一二を争う人気コンテンツに成長。ただ用語を並べるだけではなく、有名曲の歌詞をオトナ語訳するなどオトナの遊び心が発揮される内容になっていった。現在では連載は終了しているものの、ほぼ日刊イトイ新聞上で全てのログを閲覧できる。また、2003年8月11日にテレビ朝日系にてTV番組化、2003年12月5日には東京糸井重里事務所より書籍化、2005年3月29日には新潮文庫より文庫化され、2005年4月15日に再びテレビ東京系にて、NOVAうさぎ主演のTV番組が、2005年9月まで放送された。『NOVAうさぎのオトナ語の英語』も出版された。
ちなみに発売時のキャッチコピーは、読者から募集したにもかかわらず、結局最優秀作品は「東京都の糸井重里くん」の作品に決まってしまった。

## オトナ語の例
- なるはや
- バーター
- オトナになる
- イニシアチブ
- 直行直帰
- 基本オーケー
- そもそも論
- 客単価
- フィックスする
- 〜ベース
- 〜マター
- アグリーする
- 選手
- 先生
- 大先生
- 大明神
- 御大
- ちゃん猫
- その他、ネット版には557単語、書籍版には675単語の「オトナ語」が収録されている。